# Lern- und Erinnerungsort Notaufnahmelager Gießen
Der Lern- und Erinnerungsort Notaufnahmelager Gießen (auch Lern- und Erinnerungsort Meisenbornweg in Gießen) ist eine im Aufbau befindliche Gedenkstätte in der ehemaligen Erstaufnahmeeinrichtung des Landes Hessen, die im Juni 2025 eröffnet werden soll. Das Notaufnahmelager Gießen war der zentrale Anlaufort für Flüchtlinge aus der DDR und diente in der Zeit der deutschen Teilung als „Tor zur Freiheit“.

## Der Lern- und Erinnerungsort
Der seit 1946 bestehende Erstaufnahmestandort im Gießener Meisenbornweg wurde zum 30. September 2018 geschlossen. Seitdem werden die Gebäude zum Teil vom Landesbetrieb Bau und Immobilien Hessen (LBIH) als Bürostandort genutzt. Vor der Landtagswahl in Hessen 2018 wurde eine Nachnutzung des Geländes als Gedenkstätte thematisiert, in der Koalitionsvereinbarung der Parteien CDU und Bündnis 90/Die Grünen auf Landesebene wurde dann im Dezember 2018 festgehalten: „Insbesondere in der Zeit der Deutschen Teilung und der Flüchtlings- und Migrationsbewegung im Jahr 2015 und danach hat das Notaufnahmelager Gießen herausragende Bedeutung für Hessen und Deutschland erlangt. Um dieses Erbe als Erinnerungs- und Lernort zu erhalten, wollen wir für diese Einrichtung eine Konzeption zur Umwandlung in eine Gedenkstätte erarbeiten. Dies soll gemeinsam mit dem Bund und der Stadt Gießen geschehen.“
Im Koalitionsvertrag der Parteien CDU und SPD zur Bildung der Hessischen Landesregierung fünf Jahre später wurde im Dezember nach der Landtagswahl in Hessen 2023 vereinbart: „Ebenfalls intensivieren wollen wir die Wissensvermittlung zu den Themen Flucht und Vertreibung und ihren Folgen sowie der Geschichte und Gegenwart von Spätaussiedlern sowohl im Schulunterricht als auch außerschulisch. Ähnlich den Schulausflügen zu Gedenkstätten und Museen, die sich mit dem Nationalsozialismus und der DDR auseinandersetzen, sollen künftig auch Schulausflüge zu Gedenkstätten und Museen, die die Geschichte der Heimatvertriebenen und Spätaussiedler thematisieren (z.B. Ausstellung „Vertriebene in Hessen“ im Hessenpark Neu-Anspach, Museum des Grenzdurchgangslagers Friedland oder der Lern- und Erinnerungsort Meisenbornweg in Gießen) durch das Land Hessen gefördert werden.“
Federführend übernahm die Hessische Landeszentrale für politische Bildung (HLZ), Wiesbaden, die Errichtung des Lern- und Erinnerungsortes in ressortübergreifender Zusammenarbeit. Die Investivmittel im Gesamtumfang von rund 6,84 Millionen Euro stammen von der HLZ, dem LBIH, der Beauftragten der Bundesregierung für Kultur und Medien und dem hessischen Digitalministerium. Die Trägergesellschaft in der Rechtsform einer gGmbH steht im alleinigen Besitz des Landes Hessen. Die Eröffnung der Dauerausstellung ist für Juni 2025 geplant. Der inhaltliche Schwerpunkt wird auf der Aufarbeitung der SED-Diktatur und der Vermittlung deutscher Demokratiegeschichte liegen. Im Mittelpunkt des Lern- und Erinnerungsortes stehen dabei die Erfahrungen der Angekommenen. Zu diesem Zweck wird ein Zeitzeugenstudio in die Gedenkstätte integriert, in dem Zeitzeugenberichte gesammelt und dokumentiert werden.